# 풍월량
풍월량(본명: 김영태, 1982년 11월 25일 ~ )은 대한민국의 유튜버이자 게임 스트리머이다. 트위치의 시청 시간 부문 대한민국 1위 스트리머이다.

## 수상
- 2015년 아프리카TV 특별상
- 2016년 아프리카TV 대표 BJ 50인